# 菲尼山口
菲尼山口（英語：Feeney Col）是南極洲的山口，位於阿蒙森海岸，處於菲尼峰東北面，屬於毛德王后山脈的一部分，海拔高度970米，美國地質調查局根據測量和美國海軍拍攝的空中照片繪入地圖，現時由南極條約體系管理。